# Tor Troéng
Tor Troéng (Uma, 25 de janeiro de 1983) é um ex-lutador sueco de artes marciais mistas que competia pela categoria peso-médio do Ultimate Fighting Championship. Ele foi dos participantes do The Ultimate Fighter: Team Jones vs. Team Sonnen.

## Carreira no MMA

### Início no MMA
Após realizar seis lutas amadoras, Troéng iniciou no MMA profissional em 2005 lutando em pequenos eventos na Suécia e outros país da Europa. Troéng não tinha um empresário na época, então aceitou todas as lutas que lhe foi oferecido, mesmo contra adversários que eram considerados muito melhores que ele em tese, o que lhe dava o título de azarão em várias de suas lutas. Após todo esse início, em 2012 ele obteve um artel de 15-4-1 (11-1-1 em suas últimas 13 lutas) com vitórias sobre o veterano ex-UFC Mark Weir e contra lutadores notáveis como Mamed Khalidov, Lucio Linhares, o ex-desafiante ao cinturão do UFC, Thales Leites e o veterano do Pride, Daniel Acácio.

### The Ultimate Fighter
Em janeiro de 2013, foi anunciado que Troéng foi selecionado para o The Ultimate Fighter: Team Jones vs. Team Sonnen. Para entrar na casa do TUF, Troéng derrotou Scott Rosa por finalização (mata leão). Durante a escolha dos times, ele foi a quarta escolha do time de Chael Sonnen.
Troéng enfrentou Josh Samman na fase preliminar. Ele perdeu por nocaute.

### Ultimate Fighting Championship
Troéng fez sua estreia no UFC contra Adam Cella em 6 de abril de 2013 no UFC on Fuel TV: Mousasi vs. Latifi. Ele venceu por finalização após aplicar um mata leão no primeiro round.
Troéng enfrentou Rafael Natal em setembro de 2013 no UFC Fight Night: Teixeira vs. Bader. No início do segundo round, Troéng levou um knock down e sofreu com o ground and pound de Natal, porém sofreu até o final da luta. Ele perdeu a luta por decisão unânime. A performance de ambos lhes rendeu o prêmio de Luta da Noite.
Troéng era esperado para enfrentar o seu companheiro de TUF 17, Bubba McDaniel no UFC 171. No entanto ele foi obrigado a se retirar do card após sofrer uma lesão no ombro e foi substituído por Sean Strickland.
Troéng enfrentou Trevor Smith em 19 de julho de 2014 no UFC Fight Night: McGregor vs. Brandão. Ele perdeu por decisão unânime.
Troéng enfrentou Krzysztof Jotko em outubro de 2014 no UFC Fight Night: Nelson vs. Story. Ele novamente foi derrotado, dessa vez por decisão unânime.

## Aposentadoria
Após a nova derrota para Jotko, Troeng anunciou em outubro de 2014 oficialmente sua aposentadoria do MMA.

## Vida Pessoal
Troéng é formado em Engenharia Física e ainda trabalha em tempo parcial realizando pesquisas na Universidade de Uma.

## Títulos e Realizações

### Mixed Martial Arts
- Ultimate Fighting Championship
  - Luta da Noite (Uma vez) vs Rafael Natal[18]

## Cartel no MMA
| Cartel no MMA   |             |            |
| 24 lutas        | 16 vitórias | 7 derrotas |
| Por nocaute     | 6           | 0          |
| Por finalização | 6           | 2          |
| Por decisão     | 4           | 5          |
| Empates         | 1           | 1          |

| Res.    | Cartel | Oponente        | Método                               | Evento                                | Data       | Round | Tempo | Local          | Notas         |
| ------- | ------ | --------------- | ------------------------------------ | ------------------------------------- | ---------- | ----- | ----- | -------------- | ------------- |
| Derrota | 16–7–1 | Krzysztof Jotko | Decisão (unânime)                    | UFC Fight Night: Nelson vs. Story     | 04/10/2014 | 3     | 5:00  | Estocolmo      |               |
| Derrota | 16–6–1 | Trevor Smith    | Decisão (unânime)                    | UFC Fight Night: McGregor vs. Brandão | 19/07/2014 | 3     | 5:00  | Dublin         |               |
| Derrota | 16–5–1 | Rafael Natal    | Decisão (unânime)                    | UFC Fight Night: Teixeira vs. Bader   | 04/09/2013 | 3     | 5:00  | Belo Horizonte | Luta da Noite |
| Vitória | 16–4–1 | Adam Cella      | Finalização (mata leão)              | UFC on Fuel TV: Mousasi vs. Latifi    | 06/04/2013 | 1     | 3:11  | Estocolmo      |               |
| Vitória | 15–4–1 | Mats Nilsson    | Decisão (unânime)                    | The Zone FC 10                        | 06/05/2012 | 3     | 5:00  | Gotemburgo     |               |
| Vitória | 14–4–1 | Andre Reinders  | Nocaute (soco)                       | GCF 7 - Redemption                    | 03/12/2011 | 1     | 3:17  | Praga          |               |
| Vitória | 13–4–1 | Tomas Kuzela    | Finalização (mata leão)              | Battle of Botnia 4                    | 24/09/2011 | 2     | 4:05  | Uma            |               |
| Vitória | 12–4–1 | Robert Jocz     | Decisão (unânime)                    | Superior Challenge 7                  | 30/04/2011 | 3     | 5:00  | Estocolmo      |               |
| Derrota | 11–4–1 | Thales Leites   | Finalização (mata leão)              | Superior Challenge 6                  | 29/10/2010 | 2     | 3:33  | Estocolmo      |               |
| Vitória | 11–3–1 | Rafael Silva    | Finalização (triângulo)              | Superior Challenge 5                  | 01/05/2010 | 3     | 2:44  | Estocolmo      |               |
| Vitória | 10–3–1 | Matt Thorpe     | Finalização (kimura)                 | Battle of Botnia 2                    | 12/12/2009 | 1     | 4:02  | Uma            |               |
| Vitória | 9–3–1  | Mark Weir       | Finalização (triângulo)              | Superior Challenge 4                  | 31/10/2009 | 3     | 2:05  | Estocolmo      |               |
| Vitória | 8–3–1  | Bruno Silva     | Nocaute técnico (socos)              | Battle of Botnia                      | 02/05/2009 | 1     | 1:24  | Uma            |               |
| Empate  | 7–3–1  | Mikko Suvanto   | Empate                               | FinnFight 10                          | 06/12/2008 | 3     | 5:00  | Turku          |               |
| Vitória | 7–3    | Nic Osei        | Nocaute técnico (socos)              | Rumble of The Kings                   | 31/10/2008 | 2     | 1.11  | Estocolmo      |               |
| Vitória | 6–3    | Jacek Buczko    | Finalização (mata leão)              | Baltic Storm 3                        | 20/04/2008 | 2     | 2:10  | Gdansk         |               |
| Vitória | 5–3    | Rodney Moore    | Decisão (unânime)                    | Superior Challenge 1                  | 05/04/2008 | 3     | 5:00  | Estocolmo      |               |
| Derrota | 4–3    | Daniel Acacio   | Decisão                              | Fight Festival 23                     | 15/03/2008 | 3     | 5:00  | Helsinque      |               |
| Vitória | 4–2    | Fatih Balci     | Nocaute técnico (interrupção médica) | The Zone FC 1                         | 09/02/2008 | 1     | 2:19  | Estocolmo      |               |
| Derrota | 3–2    | Lucio Linhares  | Decisão (dividida)                   | Shooto Finland – Chicago Collision 3  | 17/11/2007 | 2     | 5:00  | Lathi          |               |
| Derrota | 3–1    | Mamed Khalidov  | Finalização (triângulo)              | FCP 3 – Khalidov vs. Troeng           | 25/02/2007 | 1     | 4:47  | Poznan         |               |
| Vitória | 3–0    | Fernando Soares | Nocaute técnico (golpes)             | European Vale Tudo 7 - Rebels         | 21/10/2006 | 1     | 1:47  | Estocolmo      |               |
| Vitória | 2–0    | Matti Makela    | Decisão (unânime)                    | Shooto Sweden - Tantogarden           | 03/09/2006 | 2     | 5:00  | Estocolmo      |               |
| Vitória | 1–0    | Muhammed Misagi | Nocaute técnico (socos)              | Cage Challenge 1                      | 02/04/2005 | 2     | 2:10  | Gotemburgo     |               |